# Alexander Osterwalder
Pour les articles homonymes, voir Osterwalder.
 (janvier 2024).
La mise en forme du texte ne suit pas les recommandations de Wikipédia : il faut le « wikifier ».
Les points d'amélioration suivants sont les cas les plus fréquents. Le détail des points à revoir est peut-être précisé sur la page de discussion.
- Les titres sont pré-formatés par le logiciel. Ils ne sont ni en capitales, ni en gras.
- Le texte ne doit pas être écrit en capitales (les noms de famille non plus), ni en gras, ni en italique, ni en « petit »…
- Le gras n'est utilisé que pour surligner le titre de l'article dans l'introduction, une seule fois.
- L'italique est rarement utilisé : mots en langue étrangère, titres d'œuvres, noms de bateaux, etc.
- Les citations ne sont pas en italique mais en corps de texte normal. Elles sont entourées par des guillemets français : « et ».
- Les listes à puces sont à éviter, des paragraphes rédigés étant largement préférés. Les tableaux sont à réserver à la présentation de données structurées (résultats, etc.).
- Les appels de note de bas de page (petits chiffres en exposant, introduits par l'outil «  Source ») sont à placer entre la fin de phrase et le point final[comme ça].
- Les liens internes (vers d'autres articles de Wikipédia) sont à choisir avec parcimonie. Créez des liens vers des articles approfondissant le sujet. Les termes génériques sans rapport avec le sujet sont à éviter, ainsi que les répétitions de liens vers un même terme.
- Les liens externes sont à placer uniquement dans une section « Liens externes », à la fin de l'article. Ces liens sont à choisir avec parcimonie suivant les règles définies. Si un lien sert de source à l'article, son insertion dans le texte est à faire par les notes de bas de page.
- La présentation des références doit suivre les conventions bibliographiques. Il est recommandé d'utiliser les modèles {{Ouvrage}}, {{Chapitre}}, {{Article}}, {{Lien web}} et/ou {{Bibliographie}}. Le mode d'édition visuel peut mettre en forme automatiquement les références.
- Insérer une infobox (cadre d'informations à droite) n'est pas obligatoire pour parachever la mise en page.

Pour une aide détaillée, merci de consulter Aide:Wikification.
Si vous pensez que ces points ont été résolus, vous pouvez retirer ce bandeau et améliorer la mise en forme d'un autre article.
Alexander Osterwalder (né en 1974) est un théoricien des affaires, auteur, conférencier, consultant et entrepreneur suisse de renommée internationale. Il est connu pour ses travaux sur la modélisation entreprenariale et le développement du Business Model Canvas  des outils visuels pour entrepreneurs et porteurs de projets.

## Biographie
Né en 1974 à Saint-Gall, Osterwalder obtient auprès de l'Université de Lausanne d'abord une maîtrise en sciences politiques en 2000 suivi d'un doctorat en systèmes informatiques de gestion d'entreprises  en 2004 sous la direction d' Yves Pigneur avec une thèse intitulée "Ontologie du Business Model - proposition de modèlisation par une approche inspirée de la science du design".
En 1999, Osterwalder a cofondé sa première startup "Netfinance.ch", axée sur l'éducation financière. De 2000 à 2001, il fut journaliste auprès du magazine économique suisse BILANZ et chercheur principal à l'Université de Lausanne de 2000 à 2005, au moment où il effectuait son doctorat. En 2006, il fonde le site BusinessModelDesign.com et en 2010, il cofonde le cabinet de conseil Strategyzer, qui initie plus de 5 millions de personnes à la conception du Business Model Canvas d'Osterwalder.
Fort de cette expérience, à la fin des années 2000, Osterwalder et son équipe publient un modèle pour décrire les modèles économiques de quelque 470 clients : le Business Model Canvas qui leur permet de méthodiquement concevoir, développer voire reviser leurs modèles économiques respectifs, gérer la stratégie d'innovation, de croissance et de transformation y compris de monétisation des données.

## Publications
- Osterwalder, Alexander et al. "Ontologie du Business Model : proposition de modèlisation par une approche inspirée de la science du design" (2004).
- Osterwalder, Alexandre et Yves Pigneur. Génération de modèles commerciaux : un manuel pour les visionnaires, les changeurs de jeu et les challengers. Wiley, 2010.
- Osterwalder, Alexander et al. Conception de proposition de valeur : comment créer les produits et services souhaités par les clients. Wiley, 2014.
- Bland, David et Osterwalder, Alexander. Tester des idées commerciales : un guide de terrain pour une expérimentation rapide. Wiley, 2019.
- Osterwalder, Alexander et coll. The Invincible Company : comment réinventer constamment votre organisation en vous inspirant des meilleurs modèles commerciaux au monde. Wiley, 2020.
- Osterwalder, Alexander et coll. Outils à fort impact pour les équipes : Comment renforcer l'alignement, la responsabilité et obtenir des résultats dans des projets rapides, incertains et complexes. Wiley, 2021.

Articles (liste non exhaustive) :
- Osterwalder, Alexandre et Yves Pigneur. "Ontologie de modèle e-Business pour la modélisation du e-Business." Actes de BLED 2002 (2002) : p2.
- Dubosson‐Torbay, Magali, Alexander Osterwalder et Yves Pigneur. «Conception, classification et mesures de modèles d'affaires électroniques ». Revue des affaires internationales de Thunderbird 44.1 (2002) : 5-23.
- Osterwalder, Alexander, Yves Pigneur et Christopher L. Tucci. " Clarifier les business models : origines, présent et futur du concept." Communications de l'association pour les Systèmes d'Information 16.1 (2005) : 1.